# پریش کمرون (لوئیزیانا)
شهرستان کمرون، لوئیزیانا (به انگلیسی: Cameron Parish, Louisiana) یک سکونتگاه مسکونی در ایالات متحده آمریکا است که در لوئیزیانا واقع شده‌است.

## خصوصیات
شهرستان کمرون ۵٬۰۰۳ کیلومترمربع مساحت دارد.